# Bertran de Born
Pour les articles homonymes, voir Born.
Bertran de Born (v. 1140 – v. 1215), serait né au château de Born, aujourd'hui disparu, sur la commune de Salagnac (Dordogne), seigneur d'Hautefort, à la frontière entre Limousin et Périgord.
C'est un troubadour qui célèbre l'amour et la guerre. Il est mêlé aux luttes des fils d'Henri II Plantagenet, et prend parti contre Richard pour Henri le Jeune. À la mort de celui-ci, il se réconcilie avec Richard, qu'il soutient à son tour contre Philippe-Auguste. Ses plus belles poésies en langue occitane sont des sirventès à l'accent satirique très violent.

## Biographie

### Recherches
La vie de Bertran de Born a été décrite dans l'édition de ses poèmes qu'a faite Gérard Gouiran, professeur à l'université Paul-Valéry de Montpellier.
Jean-Pierre Thuillat a également fait de nombreuses recherches sur ce troubadour singulier et les a regroupées dans sa biographie.

### Vie
Bertran de Born étant vavasseur, sa seigneurie n'était pas divisible. Il était donc conjointement seigneur d'Hautefort avec son frère, Constantin, lequel avait comme lui épousé une Lastours.
On trouve d'autres cas de coseigneuries parmi les troubadours, le plus célèbre étant celui des « quatre troubadours d'Ussel », trois frères et un cousin. Le XIIe siècle a été marqué par ce que les historiens du Moyen Âge considèrent comme un « renouveau de l'État », du moins de l'idée princière. Les seigneuries qui s'étaient rendues indépendantes dans le passé entrèrent en concurrence avec des principautés territoriales — le duché d'Aquitaine, le comté de Barcelone et de Provence, le comté de Toulouse, puis la royauté française après la croisade albigeoise du XIIIe siècle — qui leur contestaient leur « mini-États ». Un des moyens employés par les principautés territoriales pour diminuer l'influence des châtelains locaux fut de recourir aux luttes féodales internes de leurs familles.
C'est ainsi que Bertran de Born entra en conflit avec son propre frère, passé sous le giron des Plantagenêt — devenus après 1154 et le mariage d'Aliénor d'Aquitaine avec Henri II suzerains du Limousin. Dès lors, Bertran de Born eut toutes les difficultés pour faire valoir son droit à être seigneur indépendant d'Hautefort. Cette lutte pour l'indépendance est au cœur de la poésie de Bertran de Born, qui aborde quasiment exclusivement des thèmes politiques. Gérard Gouiran a retracé les allées et venues du pouvoir du troubadour sur son bout de territoire.
Il suffit de dire que Bertran de Born chercha lui-même à jouer sur les dissensions à l'intérieur de la famille des Plantagenêt afin de garder son indépendance, mais qu'il fut contraint finalement d'aller s'humilier publiquement devant la famille de ses suzerains lorsqu'elle fut réconciliée. Il incita les fils de Henri II à lutter contre leur père, soit parce qu'il les considérait comme des chefs nationaux, à cause du sang aquitain que leur avait transmis leur mère, soit parce qu'il voulait perdre ces princes en les dressant les uns contre les autres. Il fut lié surtout avec l'aîné Henri le Jeune. Étant tombé entre les mains du roi d'Angleterre Henri II, il n'avait eu pour obtenir son pardon qu'à éveiller le souvenir de ce jeune prince. Henri II lui rendit son château.
Après la mort de Richard Cœur de Lion, il renonça aux intrigues politiques ainsi qu'à la guerre, et finit par se retirer à l'abbaye de Dalon — fondée au XIIe siècle à Sainte-Trie (Dordogne) par Géraud de Salles et que son beau-père, le grand Gouffier de Lastours, avait contribué à fonder. Il y termina sa vie.

## Œuvres

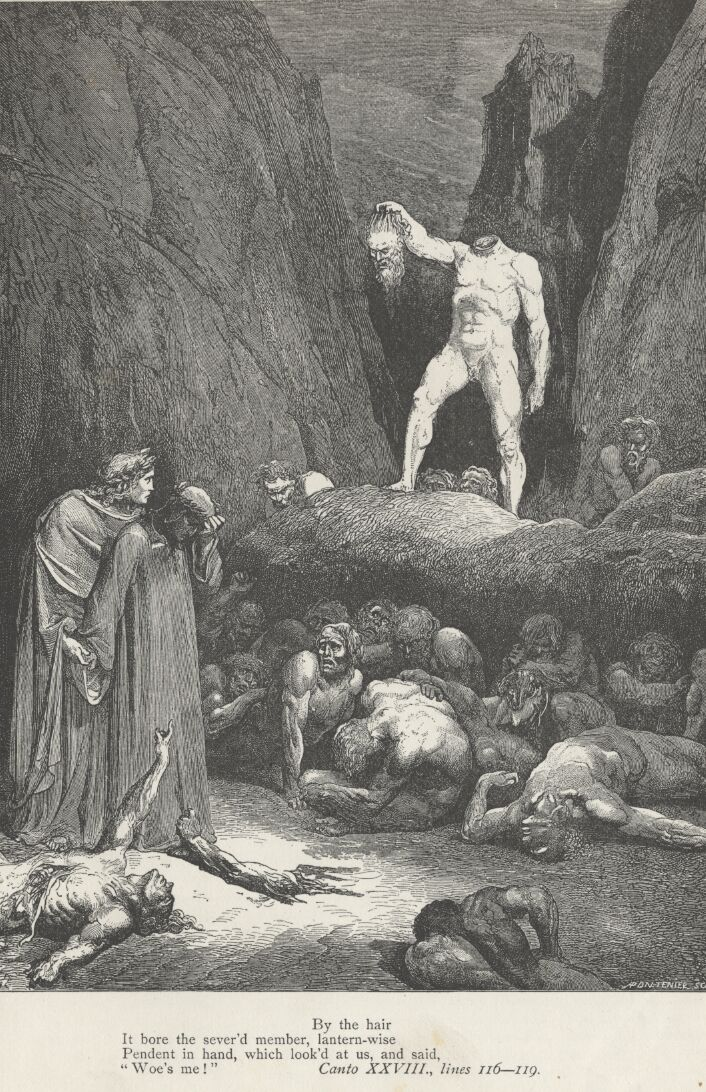
Bertran de Born en enfer levant sa tête décapitée. Illustration de Gustave Doré pour une édition de l'Enfer de Dante.

Bertran de Born fut l'un des maîtres du sirvente politique. Sa poésie, qui aborde des thèmes parfois très violents comme lorsqu'il chante la joie de la guerre, est à placer parmi les œuvres majeures de la poésie occitane médiévale.
Dante a représenté Bertran de Born au chant XXVIII de son Enfer, en compagnie des semeurs de discorde ; en sa qualité de conseiller du prince, il est jugé responsable du conflit entre le roi Henri II d'Angleterre et son fils Henri le Jeune.
L'image de Bertran de Born arrivant aux enfers, décrite par Dante, a d'ailleurs inspiré Paul Auster dans son livre Invisible.
Le poète allemand Heinrich Heine, curieux du personnage, a consacré à son pouvoir de séduction trois strophes charmantes, où rien ne choquera l'historien. Ezra Pound lui a consacré le poème Sestina : Altaforte.
Ci-dessous, deux extraits de Bem platz lo gais temps de pascor :

### 1erextrait
Il me plaît de voir sur les prés,

tentes et pavillons dressés.

Et j'ai grande allégresse

quand vois, par campagne rangés

chevaliers et chevaux armés.

— traduction française
E platz mi quan vei per lo pratz

Tendas e pabalhos fermatz.

E ai grant alegratge

Quen vei per champanha renjatz

Chavaliers e chavaus armatz.

— Version originale occitane

### 2eextrait
Barons mettez en gage

châteaux, ville et cités

plutôt que de ne pas [chacun] vous faire la guerre.

— Traduction française
Baron, metetz en gatge

Castels e vilas e ciutatz

Enans q'usqecs no·us gerreiatz.

— Version originale occitane

## Postérité
Il a donné son nom à une cité scolaire, à un boulevard et à la piscine municipale de Périgueux (Dordogne), ainsi qu'à une rue à Limoges, Montpellier et Toulouse.
en littérature
- Louis Aragon fait un rapprochement entre lui et Alain Borne dans 'Pour un chant national' (Les Yeux d'Elsa).
- Paul Auster le cite dans son roman « Invisible ».
- Jean Giraudoux le cite et le qualifie de « plus grand poète limousin » à la fin du cinquième chapitre de son roman Sigfried et le Limousin.

en chanson
- Francis Cabrel l'évoque, dans la chanson Rockstars du Moyen Âge (album À l'aube revenant).

au théâtre
- Bertran de Born, comédie héroïque en dix tableaux de Jean Valmy-Baysse, musique de scène de Darius Milhaud (1936).